# Уропорфириноген III декарбоксилаза
Уропорфириноген III декарбоксилаза, также уропорфириноген декарбоксилаза (сокр. УПГ-III-декарбоксилаза) — фермент (КФ 4.1.1.37) из семейства декарбоксилазы (класс лиазы), катализирует реакцию декарбоксилирования молекул уропорфириногена III в копропорфириноген III. Реакция имеет следующий вид:
уропорфириноген III {\displaystyle \rightleftharpoons } копропорфириноген III + 4CO2.
Реакция протекает в цитозоле клеток и является пятой по счёту в биосинтезе гема.
У человека фермент кодируется геном UROD, который локализован на коротком плече (p-плече) 1-й хромосомы.

## Механизм катализа
Считается, что при низких концентрациях субстрата (УПГ-III) реакция протекает по упорядоченному пути с последовательным удалением молекул CO2 из колец D, A, B и C, тогда как при более высоких уровнях субстрата/фермента, по-видимому, действует случайный путь. В растворе фермент функционирует в виде димера, и ферменты человека и табака были кристаллизованы и растворены с хорошим разрешением.
УПГ-III-декарбоксилаза считается необычной декарбоксилазой, поскольку в отличие от подавляющего большинства декарбоксилаз осуществляет декарбоксилирование без участия каких-либо кофакторов. Недавно было предложено, что механизм её катализа осуществляется через протонирование субстрата остатком аргинина. В отчёте 2008 года показано, что некатализируемая УПГ-III-декарбоксилазой скорость реакции  составляет 10–19 с–1, поэтому при pH 10 ускорение реакции данным ферментом относительно некатализируемой, т.е. каталитическая эффективность, является наибольшим для любого известного фермента и составляет 6 х 1024 М-1.

Предполагаемый механизм катализа уропорфириноген III декарбоксилазы.

## Клиническое значение
Известно, что мутации и дефицит этого фермента вызывают семейную позднюю кожную порфирию и гепатоэритропоэтическую порфирию. Обнаружено по меньшей мере 65 вызывающих заболевания мутаций в этом гене.